# CM-3210
La CM-3210 es una carretera autonómica de la Red de Carreteras de Castilla-La Mancha (España), que transcurre entre Pozo Cañada y Pozohondo, en la provincia de Albacete, donde enlaza con la CM-313.
Es una carretera convencional de una sola calzada con un carril por sentido que atraviesa las  localidades de Pozo Cañada, Campillo de las Doblas (Albacete) y Pozohondo.